# Гилберт, Ден
Дэниель «Ден» Гилберт (англ. Daniel "Dan" Gilbert, род. 17 января 1962 года) — основатель и глава правления компаний Rock Ventures и Quicken Loans Inc., а также основной владелец клуба Национальной баскетбольной ассоциации «Кливленд Кавальерс» и клуба Американской хоккейной лиги «Эри Монстерс» и управляющий «Квикен Лоэнс-арены» в Кливленде, Огайо.
Он также является главой правления JACK Entertainment, которой принадлежит казино Horseshoe Casino в центре Кливленда.

## Кливленд Кавальерс
Гилберт стал основным владельцем «Кливленд Кавальерс» в марте 2005 года, после чего провёл полную перестановку, как в управлении команды, так и в тренерском штабе и в составе команды.
8 июля 2010 года лидер клуба Леброн Джеймс объявил, что он покидает «Кавальерс» и переходит в «Майами Хит». Гилберт опубликовал открытое письмо на веб-сайте команды в котором сильно раскритиковал то, как было сделано это объявление Джеймсом. 12 июля 2010 года комиссар НБА Дэвид Стерн оштрафовал Гилберта на 100 000 долларов за его высказывания в письме. Хотя многие средства информации также критиковали Гилберта за его письмо, множество болельщиков «Кавальерс» поддержали его и предложили заплатить за него этот штраф. Гилберт отклонил эти предложения, предложив им отдать эти деньги на благотворительность.